# اكتئاب غير نمطي
سمّي ھذا الاكتئاب بالاكتئاب غیر النمطي (بالإنجليزي Atypical Depression) في الطبعة الرابعة من الدلیل التشخیصي والإحصائي للاضطرابات النفسیة، وھو اكتئاب یتشارك مع الاضطراب الاكتئابي الشدید والاكتئاب الجزئي العدید من الأعراض الاعتیادیة للمتلازمات النفسیة لكنه یختلف عنھا بتحسن المزاج استجابةً للأحداث الإیجابیة، وعلى عكسه لا یختبر عادةً الأشخاص المصابین بالاكتئاب السوداوي أي تحسن في المزاج كرد طبیعي للأحداث السارة، ویختص ھذا الاكتئاب بزیادة ملحوظة في الوزن أو الشھیة وفرط النوم الذي یسبب خدر الأطراف بالإضافة إلى حساسیة الرفض من قِبل الآخرین والتي تؤدي لتدھورٍ اجتماعي أو مھني كبیر.
على الرغم من تسمیته بالاكتئاب «غیر النمطي» إلا أن ھذه التسمیة لا تدل على عدم شیوعه أو ندرته، وتعزى ھذه التسمیة لسببین: أولًا كونه عُرف بأعراضه غیر المعتادة مقارنة بما عرف عن الاكتئاب السوداوي، ثانیًا اختلاف استجابته عن استجابة الاكتئاب السوداوي للفئتین المختلفتین من مضادات الاكتئاب المتاحة خلال ذلك الوقت، فكان لمثبطات أكسیداز أحادي الأمین فوائد سریریة مھمة له على عكس مضادات الاكتئاب ثلاثیة الحلقات.
یعتبر الاكتئاب غیر النمطي أكثر شیوعًا بین الإناث بأربعة أضعاف مقارنة بالذكور. وعادةً ما یخبر الأفراد المصابین عن ظھور أولى نوباتھم الاكتئابیة في عمر مبكر - في المدرسة الثانویة على سبیل المثال-، كما تمیل ھذه النوبات لأن تكون مزمنة مع فترات انقطاع بینھا، وقد یعتبر الأفراد الأصغر سنًّا أكثر عرضة للإصابة بھذه السمات غیر النمطیة، في حین یعاني الأفراد الأكبر ِسنًّا غالبًا من نوبات السمات السوداویة، وللاكتئاب غیر النمطي علاقة مرضیة كبیرة مصاحبة لاضطرابات القلق كما یحمل الكثیر من مخاطر السلوك الانتحاري ویمتلك صفاتٍ شخصیة ونفسیة وبیولوجیة ممیزة. یكثر انتشار الاكتئاب غیر النمطي بین الأفراد المصابین باضطراب ثنائي القطب بنوعیه الأول والثاني واضطراب المزاج الدوري والاضطراب الوجداني الموسمي، فتمیل نوبات الاكتئاب في اضطراب ثنائي القطب إلى أن یكون لھا سمات غیر نمطیة، كما ھو الحال مع اكتئاب التغیرات الموسمية.

## الفسیولوجیا المرضیة
على الرغم من أن الدراسات تشیر إلى وجود عوامل متمایزة داخل النماذج الفیزیولوجیة المرضیة المختلفة للاكتئاب إلا أنه لوحظ تداخل كبیر بین الاكتئاب غیر النمطي وأنواع الاكتئاب الأخرى، فمثلا في نموذج الغدد الصماء تشیر الدلائل إلى فرط نشاط المحور النخامي (یرمز له بـ HPA) في الاكتئاب السوداوي وإلى قلة نشاطه في الاكتئاب غیر النمطي. ویمكن التمییز بین الاكتئاب غیر النمطي والاكتئاب السوداوي عن طریق اختبارات الطلاقة اللفظیة واختبارات سرعة الاستجابة الحركیة، وعلى الرغم من أن كلاھما یظھر ضعفًا في العدید من المناطق مثل الذاكرة البصریة المكانیة والطلاقة اللفظیة إلا أن مرضى الاكتئاب السوداوي یمیلون إلى إظھار ضعف أكبر من مرضى الاكتئاب غیر النمطي.
وفي ما یتعلق بالنظریة الالتھابیة للاكتئاب فیبدو أیضًا أن مؤشرات الدم الالتھابیة (السیتوكینات) تكون أكثر ارتفاعًا في الاكتئاب غیر النمطي مقارنة بالأنواع الأخرى النمطية.

## التشخيص
يعتمد تشخیص الاكتئاب غیر النمطي على المعاییر المنصوص علیھا في الطبعة الخامسة من الدلیل التشخیصي والإحصائي للاضطرابات النفسیة، وعرّف الدلیل الاكتئاب غیر النمطي بأنه نوع فرعي من الاضطراب الاكتئابي الشدید الذي یظھر بـ «سمات غیر نمطیة»، تختص بما یلي:
١- تفاعل المزاج (تحسن المزاج استجابة لأحداث إیجابیة حقیقیة أو محتملة)
٢-اثنین على الأقل مما یلي:
أ- زیادة ملحوظة في الوزن أو الشھیة (فرط الأكل).
ب- فرط النوم (النوم أكثر من اللازم، على عكس الأرق في الاكتئاب السوداوي).
ج- الشلل الثقلي (أي الشعور بثقل ینتج عنھ صعوبة في تحریك الذراعین أو الساقین).
د- سلوك طویل الأمد من حساسیة الرفض من ِقبل الآخرین (لا تقتصر على نوبات اضطراب المزاج)، والتي تؤدي إلى تدھور كبیر في الوضع الاجتماعي أو المھني.
ولم تقابل ھذه المعاییر أیًا من سمات الاكتئاب السوداوي أو سمات الاكتئاب الحركي الفصامي خلال النوبة ذاتھا.

## العلاج
نظرًا للاختلافات في الحالات السریریة بین الاكتئاب غیر النمطي والاكتئاب السوداوي، أجریت دراسات في الثمانینیات والتسعینیات لتقییم الاستجابة العلاجیة للعلاج الدوائي المضاد للاكتئاب والمتاح ذلك الوقت على عینة من المرضى، تعد مضادات الاكتئاب مثل مثبطات استرداد السیروتونین الانتقائیة (أو ما یعرف بال SSRI) ومثبطات استرداد السیریتونین والنورأدرینالین الانتقائیة (أو ما یعرف بال SNRIs) ومثبطات امتصاص النوربینفرین (أو ما تعرف بـ NRIs) بالإضافة للمیرتازابین أفضل الأدویة لعلاج الاكتئاب غیر النمطي في وقتنا الحالي نظرًا لفعالیتھا وقلة آثارھا الجانبیة مقارنة بالأدویة السابقة، كما قد یكون البوبروبیون -أحد مثبطات امتصاص النوربینفرین- مناسبًا بشكل خاص لعلاج أعراض الاكتئاب غیر النمطیة المتعلقة بنقص وزیادة الشھیة عندالبالغین.
قبل عام ٢٠٠٠م، ثبت أن لمثبطات أكسیداز أحادي الأمین (واختصارھا MAOIs) فعالیة فائقة في علاج الاكتئاب غیر النمطي مقارنة بمضادات الاكتئاب الأخرى كما استخدم كعلاج أولي له، لكن بغض النظر عن تفوقھ الواضح یتطلب العلاج باستخدامه تجنب تناول الأطعمة المحتویة على مادة التیرامین (مثل الجبن العتیق والنبیذ والفول المدمس) بالإضافة للعدید من الآثار الجانبیة غیر المرغوب بھا مثل أزمة ارتفاع ضغط الدم، وھي حالة من ارتفاع ضغط الدم الشدید تصاحبھا بعض الأعراض مثل التعرق وخفقان القلب وألم الصدر وضیق التنفس، ولھذه الأسباب نادرًا ما یفضّل استخدام مثبطات أكسیداز أحادي الأمین كدواء في حالة الاكتئاب غیر النمطي. كما أن ثمة نوع جدید انتقائي معكوس منه یدعى موكلوبیمید والذي لا یتطلب حمیة من الأطعمة المحتویة على التیرامین ولیس له الكثیر من الآثار الجانبیة.
كما استخدمت أیضًا مضادات الاكتئاب ثلاثیة الحلقات في الفترة ما قبل عام ٢٠٠٠م لعلاج الاكتئاب غیر النمطي، غیر أنھا لم تكن بفاعلیة مثبطات أكسیداز أحادي الأمین ولم تلق رواجًا بین الأطباء المشخّصین نظرًا لآثارھا الجانبیة غیر المحتملة ولتوفر بدائل علاجیة أكثر ملائمة.
تدعم بعض الأدلة فعالیة العلاج بالتحلیل النفسي مثل العلاج السلوكي المعرفي (CBT) وأنھا مساویة لفعالیة العلاج بمثبطات أكسیداز أحادي الأمین، وھو عبارة عن جلسات علاجیة حواریة مع أطباء نفسیین لمساعدة الفرد على تحدید الأفكار أو التجارب المقلقة التي قد تكون أثرت على حالته العقلیة، بالإضافة إلى تطویر آلیات معالجة لكل مشكلة محددة.
ومن الجدیر بالذكر أنه لا توجد حالیًا مبادئ توجیھیة قویة لعلاج الاكتئاب غیر النمطي.

## علم الوبَائیات
يصعب تحدید المعدل الحقیقي لانتشار الاكتئاب غیر النمطي، إذ أظھرت العدید من الدراسات التي أجریت على مرضى شخصوا بالاضطراب الاكتئابي أن حوالي ٤٠٪ تظھر علیھم أعراض غیر نمطیة، ووجد أنه أكثر بمعدل أربع مرات بين المرضى الإناث، كما أثبتت الأبحاث أن الاكتئاب غیر النمطي یمیل إلى الظھور في عمرٍ مبكرٍ، أي أن المراھقین والشباب ھم أكثر عرضة للإصابة به من المرضى الأكبر ِسنًّا. وقد تبین أن المرضى المصابون بالاكتئاب غیر النمطي یمتلكون معدلات مرتفعة من الإھمال وسوء المعاملة خلال طفولتھم بالإضافة إلى معاناة عائلاتھم من اضطرابات الكحول وأخرى مرتبطة بالمخدرات. وبشكل عام تعتبر حساسیة الرفض الاجتماعي أكثر أعراض الاكتئاب غیر النمطي شیوعًا، وقد نشأ قلق من الاستھانة بانتشار ھذا الاكتئاب بسبب بعض الدراسات التي تھمل ھذا العَرَض.

## الأبحاث
بشكل عام یمیل الاكتئاب غیر النمطي إلى التسبب في ضعف وظیفي أكبر مقارنة بأنواع الاكتئاب الأخرى، ویعتبر الاكتئاب غیر النمطي متلازمة مزمنة تمیل إلى الظھور في عمر أبكر من أنواع الاكتئاب الأخرى - فعادة ما تبدأ في سنوات المراھقة، وبالمثل فإن المرضى الذین یعانون من الاكتئاب غیر النمطي ھم أكثر عرضة للمعاناة من اضطرابات الشخصیة واضطرابات القلق مثل اضطراب الشخصیة الحدي واضطراب الشخصیة الاجتنابي واضطراب القلق العام واضطراب الوسواس القھري واضطراب ثنائي القطب.
وتشیر الأبحاث الحدیثة إلى أن المرضى الشباب ھم أكثر عرضة للإصابة بفرط النوم بینما كبار السن أكثر عرضة للإصابة بالنھام.
وتختلف الاستجابة الدوائیة بین الاكتئاب غیر النمطي المزمن والاكتئاب السوداوي الحاد، إذ تشیر بعض الدراسات إلى أن النوع القدیم من مضادات الاكتئاب المعروفة بمثبطات أكسیداز أحادي الأمین (MAOIs) قد تكون أكثر فاعلیة في علاج الاكتئاب غیر النمطي، وفي الوقت نفسه عادة ما تكون مثبطات استرداد السیروتونین الانتقائیة ومثبطات استرداد السیریتونین والنورأدرینالین الانتقائیة الأحدث فعّالة جدًا في علاجه على عكس مضادات الاكتئاب ثلاثیة الحلقات، كماأظھر عقار مودافینیل المعزز للیقظة تأثیًرا كبیًرا في مكافحة الاكتئاب غیر النمطي والمحافظة على ھذا التأثیر حتى بعد التوقف عن العلاج، ویمكن تعزیز الاستجابة لمضادات الاكتئاب باستخدام الأدویة التكمیلیة مثل بوسبیرون أو بوبروبیون أو أریبیبرازول. كما یعد العلاج بالتحلیل النفسي علاجًا فعالًا أیضًا في الجلسات الفردیة والجماعیة سواء اُستخدم بمفرده أو بجانب الأدویة.

## وصلات خارجية
1. Stewart JW, Quitkin FM, McGrath PJ, Klein DF (2005). "Defining the boundaries of atypical depression: evidence from the HPA axis supports course of illness distinctions". Journal of Affective Disorders. 86 (2–3): 161–7. doi:10.1016/j.jad.2005.01.009 (https://doi.org/10.1016%2 Fj.jad.2005.01.009). PMID 15935235 (https://pubmed.ncbi.nlm.nih.gov/15935235).
2. Atypical Depression - Depression Central Mood Disorders & Treatment, Satish Reddy, MD., Editor (Formerly Dr. Ivan Goldberg's Depression Central) (https://web.archive.org/web/2015050 7042811/http://depressioncentral.net/atypical-depression/)